# پیز مادلین
پیز مادلین (به لاتین: Piz Madlain) یک کوه در سوئیس است که در کانتون گراوبوندن واقع شده‌است. پیز مادلین ۳٬۰۹۹ متر بالاتر از سطح دریا واقع شده‌است.